# Нара (город)
На́ра (яп. 奈良市 Нара-си) — центральный город Японии, административный центр префектуры Нара, знаменит своей историей. Со старых времён в городе остались многочисленные храмы, кумирни и другие сооружения.
Площадь города составляет 276,84 км², население — 362 611 человек (1 августа 2014), плотность населения — 1309,82 чел./км². Он протянулся на 22 км с севера на юг и на 34 км с востока на запад на острове Хонсю.

## История
Нара была столицей Японии в период Нара, с 710 по 784 год. В те времена она называлась Хэйдзё-кё. Город был построен по образцу тогдашней китайской столицы Чанъань. Предания об основании города находятся в исторических хрониках «Нихон Сёки». По легендам, именно здесь на японскую землю ступил первый японский император Дзимму, где положил начало японской государственности.
После переноса столицы в Нагаока-кё (784) и Хэйан-кё (794), развитие города Нара замедлилось. Он стал центром буддистской культуры. На протяжении средневековья Нара была пристанищем непокорных аристократов и самураев. Являясь значительным в момент своего строительства в VIII веке,  к XIX веку он остался небольшим провинциальным городом. Со второй половины XX века город вновь начал активно развиваться, особенно за счёт туризма.

## Образование
В Наре находится несколько университетов, в том числе национальный Женский университет Нары.

## Климат
| Показатель                    | Янв. | Фев. | Март | Апр. | Май  | Июнь | Июль | Авг. | Сен. | Окт. | Нояб. | Дек. | Год  |
| ----------------------------- | ---- | ---- | ---- | ---- | ---- | ---- | ---- | ---- | ---- | ---- | ----- | ---- | ---- |
| Средний суточный максимум, °C | 8,1  | 8,7  | 12,6 | 19,4 | 23,8 | 26,7 | 30,5 | 32,0 | 27,6 | 21,6 | 16,2  | 11,0 | 19,8 |
| Средняя температура, °C       | 3,4  | 3,7  | 6,8  | 13,1 | 17,7 | 21,5 | 25,5 | 26,4 | 22,2 | 15,9 | 10,6  | 5,7  | 14,3 |
| Средний суточный минимум, °C  | −0,7 | −0,5 | 1,6  | 7,4  | 12,1 | 17,1 | 21,5 | 22,2 | 18,2 | 11,3 | 5,8   | 1,3  | 9,7  |
| Норма осадков, мм             | 49   | 62   | 99   | 125  | 127  | 212  | 185  | 114  | 161  | 109  | 66    | 40   | 1349 |
| Источник: World Climate       |      |      |      |      |      |      |      |      |      |      |       |      |      |

## Достопримечательности
В Наре имеется большое количество старых храмов, которые привлекают туристов и паломников из Японии и со всего мира. Считается, бог грома и мечей Такэмикадзуки прибыл для охраны новой столицы в Нару верхом на олене. Он был один из четырёх богов, приглашенных в Нару храмом Касуга-тайся. Священные олени в Наре рассматриваются как потомки того оленя. Сейчас вокруг храмов и в парках ходят олени, которых кормят туристы, а корм для них продаётся повсюду.
- Буддийские храмы
  - Акисино-дэра (яп. 秋篠寺)
  - Тодай-дзи (яп. 東大寺) и павильоны Нигацу-до, Сангацу-до — школа кэгон-сю
  - Кофуку-дзи (яп. 興福寺) — школа хоссо-сю, представляет также школу куся-сю
  - Якуси-дзи (яп. 薬師寺) — школа хоссо-сю
  - Тосёдай-дзи (яп. 唐招提寺) — школа риссю
  - Ганго-дзи (яп. 元興寺) — подчинён Тодай-дзи школы кэгон-сю, ранее принадлежал школам санрон-сю, хоссо-сю и куся-сю
  - Сайдай-дзи (яп. 西大寺) — школа сингон-сю
- Синтоистские кумирни
  - Касуга-тайся (яп. 春日大社)
- Другие достопримечательности
  - Национальный музей Нары
  - Императорский Дворец Хэйдзё (яп. 平城宮跡)
  - Сёсо-ин (яп. 正倉院) — хранилище императорских драгоценностей
  - Нара-мати
  - парк аттракционов «Нара дримлэнд»(яп. 奈良ドリームランド)
  - Пруд Сарусава
  - Гора Вакакуса (яп. 若草山)

Наряду с Киото (столица Японии с 794 по 1868 год) Нара является излюбленным городом для выпускных путешествий начальных и младших классов. Исторические памятники Нары занесены в список Всемирного наследия, составленный ЮНЕСКО.

## Города-побратимы
- Австралия, Канберра

## Галерея

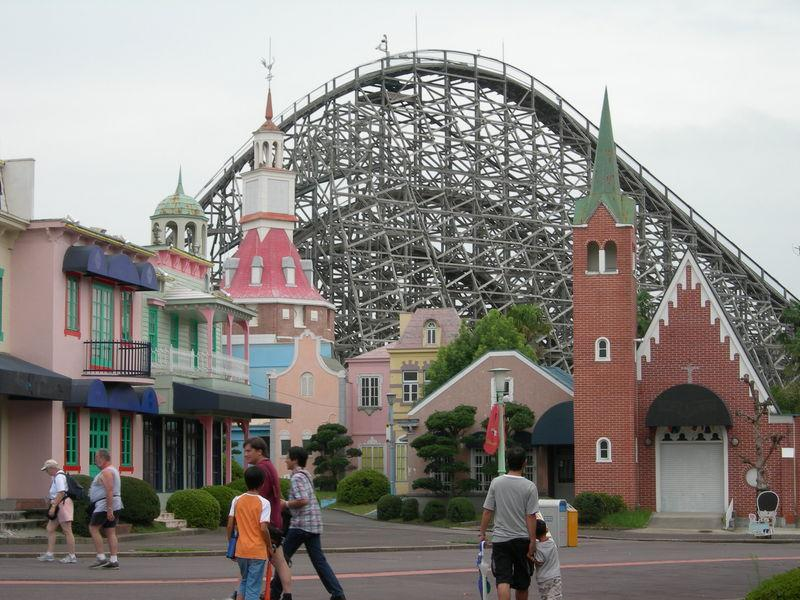
парк аттракционов «Нара Дримлэнд» (1961-2006)
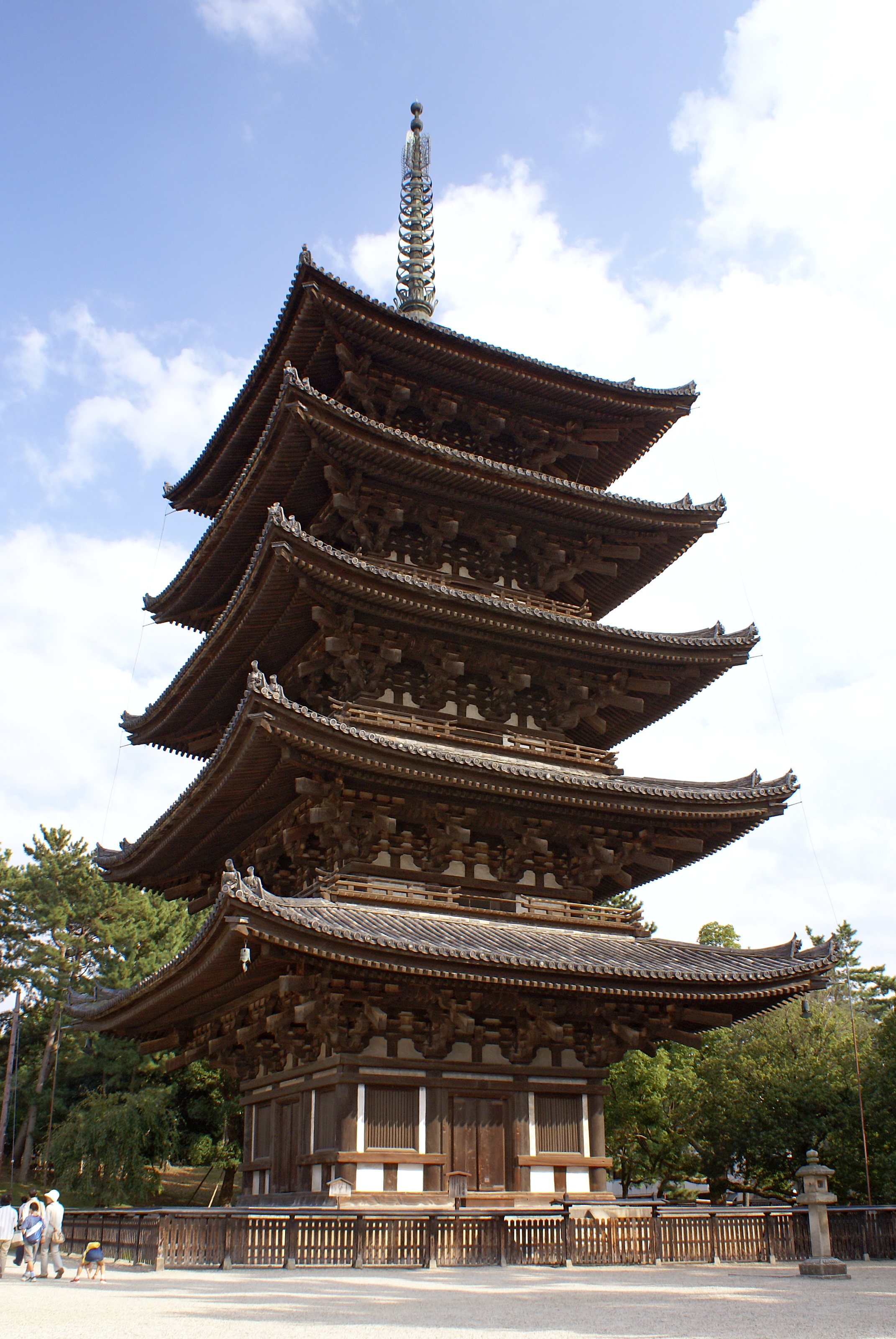
Кофуку-дзи в центре Нары
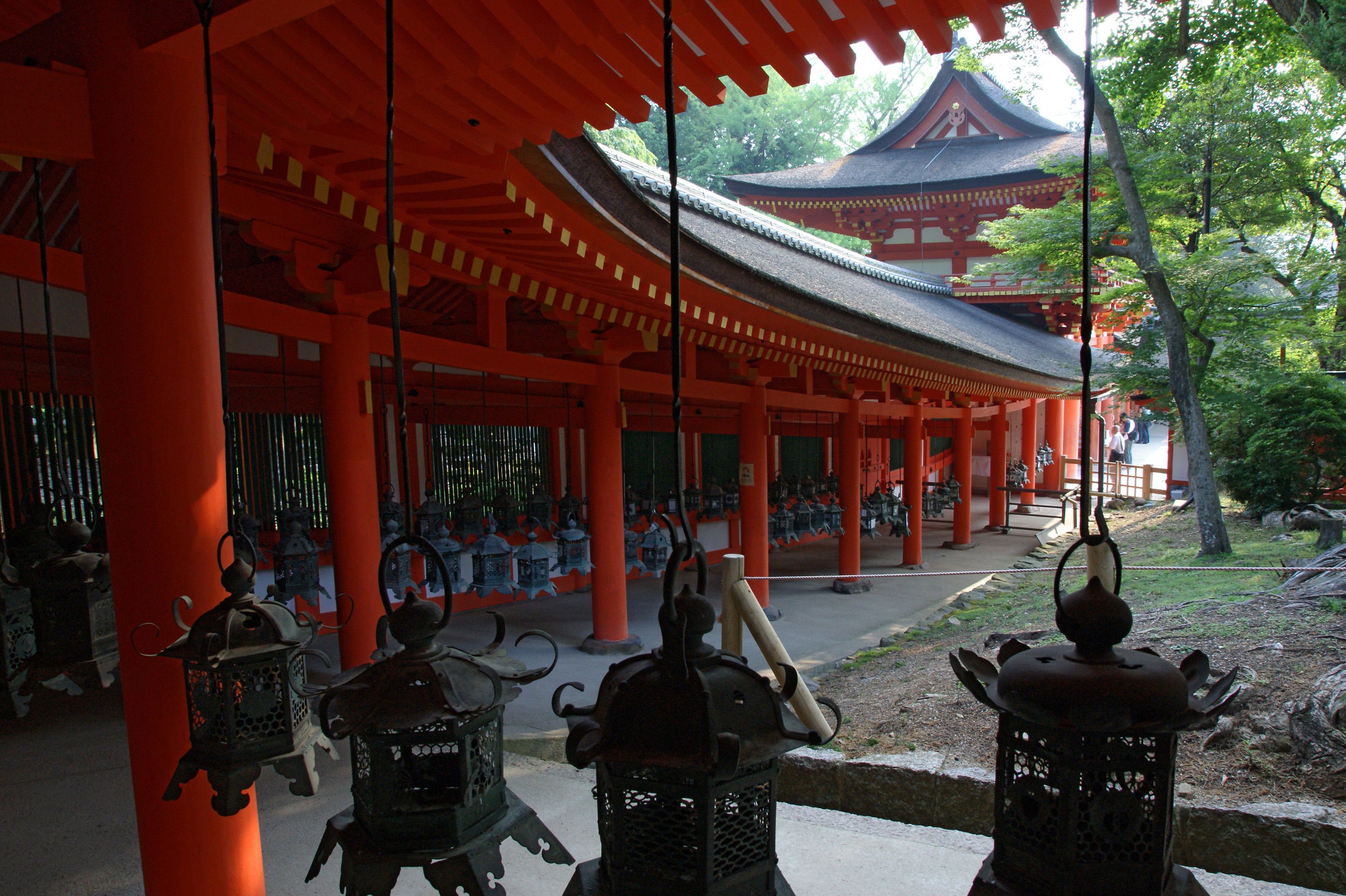
Святыня Касуга
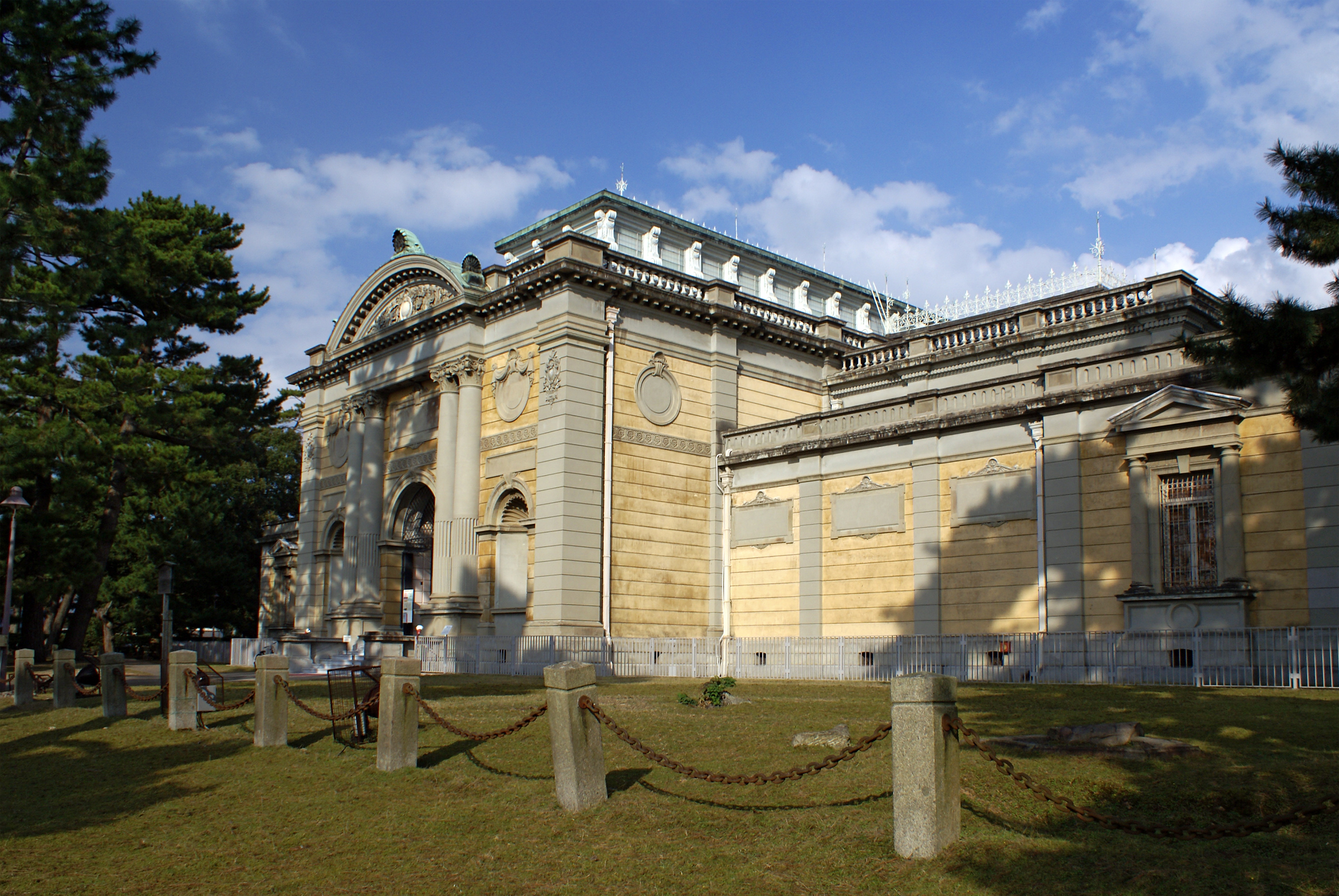
Национальный музей Нары
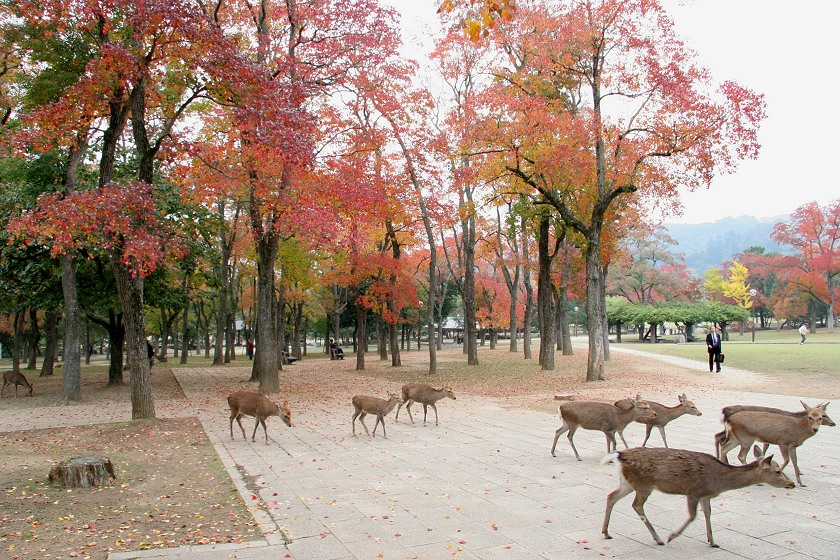
Олени бродят в Парке Нары осенью.